# Solapur

Solapur (en marathi:सोलापूर) est une ville dans le Maharashtra en Inde.

## Géographie
Elle est le siège administratif du district de Solapur.
La ville a une superficie de 148,86 km2 et compte une population de 951 118 habitants en 2011.